# Velesmes-Essarts
Velesmes-Essarts é uma comuna francesa na região administrativa de Borgonha-Franco-Condado, no departamento de Doubs. Estende-se por uma área de 2,92 km². Em 2010 a comuna tinha 357 habitantes (densidade: 122,3 hab./km²).